# Федун Петро Миколайович
Петро́ Микола́йович Феду́н-Полта́ва (псевдо: «Петро Полтава», «Волянський», «Север», «Зенон», «П.Савчук») (23 лютого 1919, с. Шнирів, Бродський повіт, Західноукраїнська Народна Республіка — 23 грудня 1951, с. Вишнів, Рогатинський район, Станіславська область) — заступник Голови Генерального Секретаріату Української Головної Визвольної Ради, член ОУН і член Проводу ОУН, керівник Головного осередку пропаганди Проводу ОУН, референт політвиховного відділу Головного військового штабу УПА і керівник Бюро інформації УГВР; «чоловий» (головний) ідеолог («політвиховник») українського збройного підпілля ОУН-УПА 1940—1950-х років, пропагандист, публіцист і редактор та автор багатьох повстанських публікацій.
Лицар Срібного Хреста Заслуги (1947).

## Життєпис

### Дитинство і юність

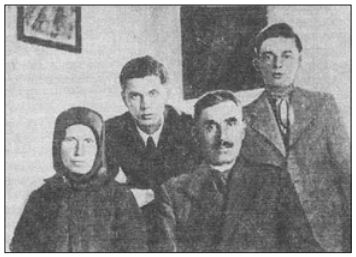
Петро та Василь Федуни разом із своїми батьками

Петро Федун народився 23 лютого 1919 року в селі Шнирів Бродівського повіту (тепер — Бродівський район Львівської області) в селянській родині.
У 1931 році по закінченні народної школи в рідному селі вступив на навчання до Бродівської державної гімназії імені Юзефа Коженьовського — навчального закладу гуманітарного типу з посиленим вивченням класичних мов (тоді з польською мовою викладання).
Саме в гімназії відбулося формування його світоглядних позицій та національно-патріотичних переконань, під впливом о. Михайла (Євгена Осадця) — відомого духовного композитора, диригента хору «Боян», викладача української філології.

### Боротьба

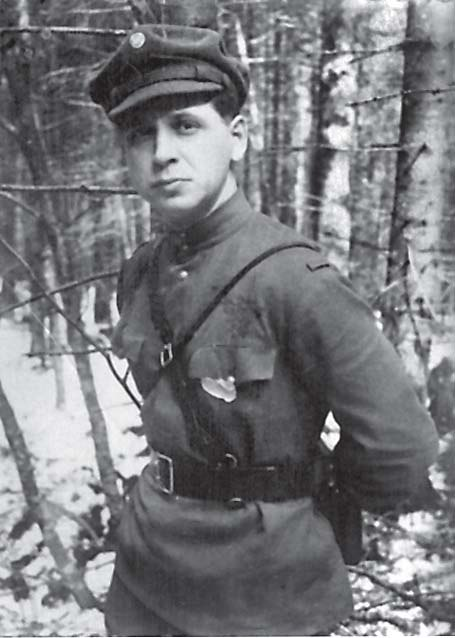
Майор УПА П. Федун-Полтава у підпіллі.

У підпільну роботу Організації Українських Націоналістів Петро Федун активно включився в середині 1930-х років. Є свідчення про те, що у 1936 році він разом з двома односельцями (Б. Панасюком та В. Ящуном) належав до юнацького осередку ОУН і читав у селі лекції для молоді. У 1939 році, успішно здавши матуру, вступив на медичний факультет Львівського університету. З того часу — постійно мешкав у Львові на вулиці Глибокій, 1.

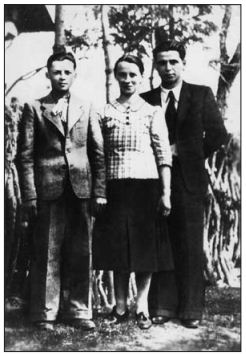
Василь, Анна та Петро Федуни. с. Шнирів. 1943 рік

Після приєднання Галичини до СРСР у грудні 1939 — січні 1940 років, у зв'язку з мобілізацією до Червоної армії навчання не закінчив. У лавах Червоної армії воював проти Фінляндії 1940. Реальні події цієї війни лягли в основу оповідання «Прапор Фінляндії», у якому червоноармійці з України знаходять у вбитої снайперки-фінки національний прапор і задумуються: а який же прапор в України? Також воював проти Німеччини 1941, цього ж року потрапив у німецький полон, з якого вдалося звільнитися. Навчався у Львові 1942—1944 роках. У Львові ж зустрівся зі своєю знайомою з дитинства — майбутньою нареченою Любою Микитюк, 1921 року народження, донькою священика, засланого на десять років до таборів, лаборанткою кафедри фармацевтичної хімії Львівського медичного інституту і членом ОУН з 1940 року. Згодом саме вона таємно передаватиме ліки командувачу УПА Роману Шухевичу.
Допомагала Петру Федуну і була його зв'язковою також поетеса Марта Гай.
Редактор журналу «Юнак», крайовий провідник юнацтва ОУН ЗУЗ у 1942—1943 роках, комендант Школи кадрів юнацтва ОУН в Карпатах — 1944 році.
Працюючи в референтурі пропаганди Крайового проводу ОУН ЗУЗ П. Федун-«Волянський» включається в роботу по лінії УПА, працює командантом Школи військових кадрів ОУН «Тигри» в Карпатах (1944). При формуванні військових штабів на терені дій УПА його було призначено начальником 6-го (політвиховного) відділу КВШ УПА-Захід. 22 січня 1946 року підвищений до звання сотника політвиховника УПА.
Керівник Головного осередку пропаганди проводу ОУН, редактор підпільних видань від 1946 року, референт політвиховного відділу ГВШ (1946—1949), керівник Бюро інформації УГВР (1946—1951).
Член Проводу ОУН від літа 1950 року. 23 грудня 1951 р. був оточений солдатами МГБ у бункері в Карпатах, застрелився, щоб не потрапити в полон.
Автор багатьох ідеологічних статей та пропагандивних брошур, Петро Федун — головний ідеолог («політвиховник») українського збройного підпілля ОУН-УПА другої половини 1940-х (фактично уже з 1945 р. після загибелі Я. Бусела і відходу на Захід Д. Маївського і там теж його загибелі) — початку 1950-х років.
Незважаючи на досить високе становище в керівництві ОУН-УПА та інтенсивну (творчу) працю, в приватному житті «Петро Полтава» — за спогадами сучасників — був надзвичайно скромним, не користуючись жодними особливими побутовими перевагами, особливо щодо прохарчування, задовольняючись звичайним рівнем рядовика підпілля, і, навпаки, був нещадним для тих, хто зловживав становищем. Завдяки чому користувався високим морально-етичним авторитетом серед всього членства підпілля.

## Нагороди
- Згідно з Постановою УГВР від 22.11.1947 р. і Наказом Головного військового штабу УПА ч. 3/47 від 5.12.1947 р. керівник Головного осередку пропаганди при проводі ОУН Петро Федун — «Север» нагороджений Срібним хрестом заслуги УПА.
- Згідно з Постановою УГВР від 1.11.1950 р. і Наказом Головного військового штабу УПА ч. 1/51 від 25.05.1951 р. заступник головного командира УПА Петро Федун — «Волинський» нагороджений Золотим хрестом заслуги УПА.
- Згідно з Постановою УГВР від 15.06.1952 р. і Наказом Головного військового штабу УПА ч. 1/52 від 20.06.1952 р. полковник УПА Петро Федун — «Полтава» нагороджений Золотим хрестом бойової заслуги УПА 1 класу.
- Нагороджений медаллю «За боротьбу в особливо важких умовах».

## Публіцистичні статті Петра Федуна

Пам'ятник Петру Полтаві у Бродах

Петро Федун найбільше відомий як провідний ідеолог-«політвиховник» ОУН і УПА та всього повстанчого руху своїми блискучими агітаційно-публіцистичними працями, писаними і поширюваними під псевдом «Петро Полтава» в умовах підпілля. Вони, звичайно, не досягають яскравого літературно-естетичного рівня націоналістичних праць Донцова, а прості, невигадливі й дохідливі, яких саме й вимагалось для непокірного народу в умовах складної «повстанчої боротьби» на Західній Україні в 1942-56 рр. На теперішній час знайдено 34 статті та брошури. Більшість із них досі невідомі широкому загалу, хоча вони по своєму актуальні і нині в умовах вже незалежної України (по них можна мати уявлення про Українську Самостійну Соборну Державу, за яку боролись повстанці).
1. Про ще один героїзм (1943) За виданням: Федун Петро — «Полтава». Концепція Самостійної України. Том 1. Твори / Упоряд. і відп. ред. М. В. Романюк; НАН України. Інститут українознавства ім. І. Крип'якевича; ГДА СБУ. — Львів, 2008. — 720 с.
2. «Чи традиція зобов'язує?» (1943 р.);
3. «За честь, за життя!» (січень 1945 р.);
4. «Безличність, брехунство, бандитизм» (1 червня 1945 р.);
5. «Колоніяльна господарська політика большевицьких імперіялістів в Україні» (1945 р.);
6. «Про програмові постанови ІІІ-го НВЗ ОУН» (січень 1946 р.);
7. «Елементи революційності українського націоналізму» (травень 1946 р.);
8. «Концепція Самостійної України і основна тенденція ідейно-політичного розвитку сучасного світу» (1946 р.);
9. «На п'ятому році повстанської боротьби українського народу проти окупантів» (1946 р.);
10. «Передпосилки поширення нашого руху в умовах большевицького СССР» (квітень 1947 р.);
11. «Не в „Мюнхенських пиварнях“, а в лісах та степах України (З приводу однієї брехливої „замітки“)» (1947 р.);
12. «Шлях активної, збройної боротьби проти окупантів — єдиноправильний шлях до національного визволення (В п'яті роковини існування і боротьби УПА)» (1947 р.);
13. «Одна фальшива та небезпечна „ідея“. До чого допровадить політика в дусі цієї „ідеї“?» (1947 р.);
14. «Україна погибає! Хто винуватий в цьому?» (лютий 1948 р.);
15. «Чому повстання 1648 року було переможне» (квітень 1948 р.);
16. «Основна мета нашої боротьби та шляхи до неї» (1948 р.);
17. «Наша основна мета та революція в СССР як один з шляхів до неї» (серпень 1948 р.);
18. «Чому ми називаємо себе націоналістами» (20-26 листопада 1948 р., перша редакція), (1949 р., друга редакція);
19. «Хто такі бандерівці і за що вони борються» (1948 р.) © Видавнича фірма «Відродження», 1994. ISBN 5-7707-6230-6.]
20. «Двадцять років боротьби ОУН за національне і соціяльне визволення українського народу, за Українську Самостійну Соборну Державу (1929—1949)» (1949 р.);
21. «За тип організованої демократії в майбутній незалежній українській державі» (25 січня — 4 лютого 1949 р.);
22. «Безпосередньо за що ми ведемо наш бій» (14-17 лютого 1949 р.);
23. «Про одну рушійну силу революції» (2 березня 1949 р.);
24. «Хто є справжній націоналіст-революціонер» (1949 р.);
25. «Роля ОУН в житті українського народу» (1949 р.);
26. «В чому полягає революційність нашого руху» (1949 р.);
27. «Ідея Української Самостійної Соборної Держави — найвища і основна ідея українського націоналізму. Що вона означає?» (1949 р.);
28. «Чому СССР повинен бути перебудований на принципі незалежних національних держав?» (січень 1950 р.);
29. «Політика московсько-большевицького уряду та його української агентури не має нічого спільного із справжньою волею українського народу (У відповідь на виступ в ООН делегата Великої Британії п. Макнейла)» (березень 1950 р.);
30. «Про наш плян боротьби за визволення України в теперішній обстановці» (квітень 1950 р.);
31. «Кілька завваг щодо того, якими повинні бути радіопередачі „Голосу Америки“ для Совєтського Союзу» (серпень 1950 р.);
32. «Підготовка третьої світової війни та завдання українського народу» (травень 1951 р.);
33. «За правильну постановку української визвольної політики» (2 лютого 1951 р.);
34. «Якого об'єднання нам треба?» (2 лютого 1951 р.);
35. «Принцип приватної трудової власности на землю в Програмі ОУН» (1951 р.).

Публіцистичні праці Петра Федуна якнайповніше на ті часи висвітлювали українську точку зору на передумови зародження, необхідність, хід та перспективи «повстанчої боротьби» ОУН-УПА в Україні.
Уважається, що саме публіцистична творчість і пропагандивна діяльність «Петра Полтави» як чолового ідеолога («політвиховника») ОУН-УПА (поряд з його попередниками на цьому головному ідеологічному посту Д. Маївським і Я. Бусолом та такими «повстанськими публіцистами», як: поет М. Дяченко-Боєслав, О. Дяків-Горновий, Й. Позичанюк і ін.) вповні забезпечила ідейно-політичне підґрунтя для тривалої нерівної і виснажливої боротьби українських повстанців на ЗУЗ. Він же, головно, і розробив ідеологічно-політичну базу для продовження збройного опору на Західній Україні в нових (не фронтових, а підпільних) умовах.
В цьому плані він насамперед обґрунтовував необхідність і безкомпромісність «повстанчої боротьби» ОУН-УПА, як і те, що «підпільна і партизанська боротьба в умовах Совєтського Союзу є єдино можливою формою політичної протирежимної боротьби взагалі», оскільки всяке політичне інакодумання тут заборонене.
У своїй фундаментальні праці «Чому СРСР повинен бути перебудований на принципі незалежних національних державвсіх підсовєтських народів?», написаній 1950 року (опублікована на Заході[де?] у 1952—53 роках) Петро Полтава вперше теоретично обґрунтував неминучість майбутнього розвалу Радянського Союзу, випередивши подібні висновки американського науковця Рендала Коллінза, що дійшов такого ж результату лише на початку 1980-х років.[джерело?]
Викрив паразитарний характер новопосталого класу більшевистсько-комуністичних вельмож в СРСР, в чому теж випередив деяких пізніших критиків сталінізму (М. Джілас та ін.). Різко негативним була ставлення Федуна і до українських угодовців, політичних хрунів[кого?] типу «моя хата скраю».
Варто відзначити, що «Петро Полтава» (поряд з деякими іншими тодішніми провідниками ОУН), борючись на ділі за УССД з жертвою власного життя, виступав і за збереження в ній деяких позитивних елементів соціалізму («не існуватиме експлуатації людини людиною», «основою… ладу буде суспільна власність на знаряддя і засоби виробництва», буде забезпечено елементарні соціальні блага для всіх громадян України і ін.), про що потім були «забули» деякі реформатори періоду розпаду СРСР і постання незалежної України… Однак деякі новітні («демократичні») погляди П. Федуна-«Полтави» (а також інших крайових політвиховників Й. Позичанюка, О. Дяківа) розкритикував ідеолог українського консервативного націоналізму Д.Донцов як прорадянський ухил.
Петро Полтава як перший серед теоретиків новітнього європейського націоналізму 20 віку висунув фундаментальну тезу націоналізму про «систему вільних національних держав», але, що важливо, на своїх «етнографічних територіях», яка, по його думці, підходить і для російського народу.
За піввіку до Горбачовської «перебудови» він обґрунтував необхідність ліквідації так званої «залізної завіси», що розділила «демократичну» Західну і «тоталітарну» Східну Європу, унезалежнення від СРСР окупованих ним так званих країн «народної демократії» Східної Європи та розпаду комуно-радянського СРСР на окремі незалежні національні держави, що, по суті, й було
зреалізовано аж в 1990-х роках. Був не лише непримиренним ідейним антикомуністом, але й вів з ним якнайактивнішу (збройну) боротьбу, оскільки передбачив повний крах комуно-марксизму як ідейно, так і й практично.
Цікаво, що Федун вже тоді (на початку 1950-х рр.) побачив і, в цілому, безінтересовність так званих «західних демократій» як в українському збройному, так і у визвольних національних рухах окупованих комуністами країн Східної та Центральної Європи, а, отже, і марність сподівань від них якоїсь більш-менш значної допомоги.
По суті, після загибелі Петра Федуна (теж інших повстанських публіцистів, надто, одного з провідників ОУН, який став символом українського визвольного руху середини і другої половини ХХ століття — Степана Бандери) в Україні закінчується період активної (збройної) української публіцистики і починається період відстоювання та поширення нею ідей лише пасивного (мирного) опору совітській репресивній машині — період т. зв. «дисидентства».

## Вшанування пам'яті
- Пам'ятники Петру Полтаві встановлені у Бродах та Шниреві.
- Його ім'ям названі вулиці у містах Броди, Львів та Рівне.
- У багатьох містах України є Вулиця Героїв УПА, до яких належить і Петро Федун.
- 15 лютого 2018 року від імені Координаційної ради з вшанування пам'яті нагороджених Лицарів ОУН і УПА у м. Броди Львівської обл. Золотий хрест заслуги УПА (№ 020), Золотий хрест бойової заслуги УПА 1 класу (№ 021) та Срібний хрест заслуги УПА (№ 040) передані Марії Римар, племінниці Петра Федуна — «Севера»-«Волянського»-«Полтави».
- 18 липня 2024 року у місті Кам'янка-Бузька вулицю Гвардійську перейменували на вулицю Петра Федуна-Полтави.[3]
- 18 липня 2024 року у селі Оброшине вулицю Миру перейменували на вулицю Петра Федуна-Полтави.
- 26 липня 2024 року місті Дніпро вулицю Богомаза перейменували на вулицю Петра Полтави.[4]
- 26 липня 2024 року місті Павлоград вулицю Павлоградську перейменували на вулицю Петра Полтави.